# Anthony Garotinho
Anthony Garotinho (Campos dos Goytacazes, 18 de abril de 1960) es un político y locutor de radio brasileño. Fue gobernador del estado de Río de Janeiro entre 1999 y 2002, diputado federal por el mismo estado entre 2011 a 2015 y alcalde de Campos dos Goytacazes en dos oportunidades, entre 1989 y 1992 y entre 1997 y 1998. Su esposa Rosinha Garotinho también ocupó los cargos de gobernadora y alcaldesa. 

## Primeros años
Su nombre real es Anthony William Matheus de Oliveira. Nació en Río de Janeiro en 1960, comenzó su carrera de locutor en la Rádio en Campos, una localidad del norte del estado de Río de Janeiro. 
Luego prosiguió su profesión en las emisoras Rádio Nacional y Rádio Tupi AM. Adoptó el apellido de "Ganhou" y luego el de "Garotinho" ("muchachito"), como locutor empezó a narrar preliminares de los juegos de fútbol, en Radio cultural de Campos con apenas 15 años.
Ingresó en la política afiliadose en el socialdemócrata Partido de los Trabajadores (PT) del destacado sindicalista Luiz Inácio Lula da Silva, aunque duró poco tiempo y se separó de esa agrupación política para ingresar al también socialdemócrata aunque más pequeño Partido Democrático Laborista (PDT) en el cual permaneció hasta el año 2000.
Adepto a la religión cristiana presbiteriana, en cierta forma esto le motivó junto a su influencia mediática, realizar determinados programas asistenciales, en el cual organizaba "entierros comunitarios", esta labor consistía en el servicio funerario para promover el entierro decente de los indigentes fallecidos y otras personas desposeídas. En los programas de radio realizaba recolecciones de dinero para tal fin.

## Proyección política
Estos programas llevados por Garotinho fueron importante en su popularidad y ascenso político. Por lo tanto consiguió dos veces ser prefecto (alcalde) del mayor municipio de Campo durante dos periodos (1989-1992; 1997-1998).
En 1994, concurrió a la gobernación del Estado de Río de Janeiro, salió derrotado aunque fue el segundo candidato más votado, cuatro años después se postuló nuevamente siendo ganador, apoyado con una amplia coalición de partidos de izquierdas incluyendo su partido PDT, incluso su antigua formación PT también lo apoyó, junto al Partido Socialista Brasileño (PSB) y el Partido Comunista del Brasil (PCdoB). 
Su gobierno fue motivo de polémicas principalmente en el campo de la seguridad pública y la asistencia social, pero obteniendo un amplio apoyo popular. Una vez más fue disidente y decidió dejar el PDT en el año 2000 por divergencias con el mismo, se pasó al PSB. Por este partido concurrió a la presidencia de la República en las elecciones generales del año 2002, en donde perdió ante el propio Lul da Silva del PLB, que junto al candidato progubernamental José Serra del Partido de la Social Democracia Brasileña (PSDB) pasaron a la segunda vuelta, Garotinho quedó descalificado aunque en un meritorio tercer lugar con un más de 15 millones de votos (17,9% de los escrutinios). Las elecciones regionales que se desarrollaron simultáneamente con las presidenciales dieron como resultado que su esposa Rosângela "Rosinha" Matheus consiguiera la gobernación del estado Río de Janeiro, (igual que Garotinho es evangélica y tienen entre ambos nueve hijos algunos de ellos adoptados).
En 2003, Garotinho se mudó una vez más de agrupación política ingresando en el más centrista y heterogéneo Partido del Movimiento Democrático Brasileño (PMDB). Asumiendo desde el 2003 a 2004 el cargo secretario estatal de seguridad de gobierno de Río de Janeiro y presidente del PMBD en dicho estado. 
Intentó presentarse a las elecciones presidenciales del 2006 pero cuando ya había sido designado candidato por su partido, tuvo que volverse atrás por irregularidades en las primarias informales realizadas con anterioridad en el seno del PMBD.